# Samnaun
Samnaun (rätoromanisch Samagnunⓘ oder Samignunⓘ) ist eine politische Gemeinde im Schweizer Kanton Graubünden. Sie gehört zur Region Engiadina Bassa/Val Müstair und besteht aus den fünf Fraktionen Compatsch, Laret, Plan, Ravaisch und Samnaun. Samnaun ist schweizerisches Zollausschlussgebiet.

## Geschichte der Talschaft Samnaun

Historisches Luftbild von Werner Friedli (1954)

Die Geschichte Samnauns ist eng mit derjenigen des Unterengadins verbunden.
Das abgeschlossene Tal wurde ab 800 bis 1000 über hohe Pässe von Tschlin und Ramosch aus alpwirtschaftlich genutzt. 1220 sind Bauernhöfe bezeugt, welche die Herren von Tarasp im 12. Jahrhundert dem Kloster Marienberg schenkten. Allmählich entwickelte sich ein eigenes Gemeinwesen, das aber kirchlich und politisch bis in die Neuzeit hinein von Ramosch abhängig blieb. Bis 1851 gehörte Samnaun zur Gerichtsgemeinde Remüs.
Das relativ milde Klima und die Abgeschiedenheit führten zu einer weitgehenden wirtschaftlichen Autarkie mit Getreidebau bis über 1800 m ü. M., Gemüseanbau und Viehwirtschaft. Die einzigen Verbindungen zur Aussenwelt stellten die Pässe zum Engadin und Paznaun sowie ein Ochsenkarrenweg über Spiss nach Pfunds her. Über diesen Karrenweg entwickelte sich ein reger Handel mit dem benachbarten Tirol. Erst 1830 wurde ein Fahrweg ins Inntal über das österreichische Spiss erstellt.
Ab etwa 1530 gab es Reformierte in Samnaun, nach 1622 waren Kapuziner tätig, 1651 erscheint die Pfarrkirche in Compatsch im Besitz beider Konfessionen. Im 18. und 19. Jh. erfolgte vom Tirol her eine völlige Rekatholisierung.
Trotz des kulturellen Einflusses aus Tirol blieben aber die sprachlichen Verhältnisse in Samnaun noch Jahrhunderte die gleichen. In den Familien wurde bis ins 19. Jahrhundert rätoromanisch gesprochen. Heute sprechen die Samnauner einen Tiroler Dialekt. Der letzte Samnauner, der noch mit der romanischen Sprache vertraut war, starb im Jahr 1935. Von der alten rätoromanischen Kultur geben vor allem die Orts-, Flur- und Bergnamen Zeugnis. (Weiteres siehe unten.)
Die Zentralisation des schweizerischen Zollwesens im Jahre 1848 setzte dem Handel mit Tirol schlagartig ein Ende. Damit verloren die Einwohner von Samnaun eine wichtige Einnahmequelle. Sie reichten – erstmals 1888, dann wieder 1892, diesmal unterstützt vom Kreisamt Ramosch und vom Kanton Graubünden – bei den Bundesbehörden einen Antrag ein, Samnaun aus dem Schweizer Zollgebiet auszuschliessen. Im Jahr 1892 entsprach der Bundesrat diesem Begehren und Samnaun wurde zollfrei. Der Bundesrat begründete seinen Beschluss vor allem mit dem Fehlen einer direkten Zufahrtsstrasse über Schweizer Gebiet nach Samnaun und mit der durch den Zoll eingetretenen Verteuerung der Lebensmittel für die Talschaft. Der Status der Zollfreiheit sollte zunächst nur bis zum Bau einer direkten Verbindungsstrasse in die Schweiz gewährt werden. Diese wurde im Jahr 1912 eröffnet. Danach wurde der Status verlängert und sichert heute nicht nur im Samnauntal, sondern auch in den umliegenden Regionen des Unterengadins und des tirolischen Oberen Gerichts viele Arbeitsplätze.
Seit etwa 1970 profitiert Samnaun von einem beachtlichen Einkaufstourismus (Alkoholika, Kosmetika, Raucherwaren und Treibstoff); 1973 führte die Gemeinde zur Finanzierung ihrer Infrastruktur eine Sondergewerbesteuer auf den zollfreien Waren ein. In den 1930er Jahren begann die Erschliessung des Tals für den Fremdenverkehr; Samnaun wurde als Wander- und Skigebiet bekannt. Ein rasanter Aufschwung folgte nach der Eröffnung von Luftseilbahnen und Skiliftanlagen 1978. Samnaun verfügte 2004 über 2500 Fremdenbetten, und entsprechend stellte der Tertiärsektor die meisten Arbeitsplätze. Mit der österreichischen Gemeinde Ischgl unterhält Samnaun die Silvretta Arena, das grösste Skigebiet der Ostalpen.

## Wappen
| Wappen von Samnaun | Blasonierung: «In Rot ein durchgehendes silbernes (weisses) Kreuz, oben beseitet von zwei silbernen Muscheln.» |
| Wappen von Samnaun | Die Muscheln sind Beigaben des heiligen Jakobus, Patron der Pfarrkirche zu Samnaun-Compatsch, Patron der Gemeinde Samnaun. Das Kreuz bildet einen Hinweis auf die Grenzgemeinde Samnaun. Die Muscheln als Symbol des Heiligen Jakobus des Älteren, des Patrons der Pfarrkirche von Compatsch, sind also verbunden mit dem Kreuz als Hinweis auf die Grenzgemeinde. |

## Bevölkerung
| Bevölkerungsentwicklung | Bevölkerungsentwicklung | Bevölkerungsentwicklung | Bevölkerungsentwicklung | Bevölkerungsentwicklung | Bevölkerungsentwicklung | Bevölkerungsentwicklung | Bevölkerungsentwicklung |
| ----------------------- | ----------------------- | ----------------------- | ----------------------- | ----------------------- | ----------------------- | ----------------------- | ----------------------- |
| Jahr                    | 1835                    | 1850                    | 1900                    | 1950                    | 2000                    | 2020                    |                         |
| Einwohner               | 387                     | 313                     | 357                     | 424                     | 743                     | 784                     |                         |

### Sprachverhältnisse
Samnaun gehört als einzige Gemeinde in der Schweiz zum bairischen Dialektgebiet.
Die besondere topographische Lage und Beziehung zum benachbarten Tirol sowie die Abwanderung der Reformierten führte im 19. Jahrhundert dazu, dass die Samnauner Bewohner ihre einstige angestammte bündnerromanische Muttersprache Vallader aufgaben. Der Sprachwechsel vom Bündnerromanischen zum Deutschen fing etwa 1820 an; 1860 sprachen gemäss der Volkszählung noch 10 Haushaltungen Romanisch gegenüber 68 Deutsch, 1870 erklärte sich noch eine Haushaltung als romanischsprachig. Als Robert de Planta und Florian Melcher zwischen 1899 und 1910 das Romanische von Samnaun für das neu gegründete Dicziunari Rumantsch Grischun aufnahmen, trafen sie nur noch einzelne Sprecher an. Als letzter Rätoromanischsprachiger gilt Augustin Heiss, der im Jahre 1935 starb.
An Stelle des Rätoromanischen trat der Oberinntaler Dialekt, eine tirolerische Mundart. Der Wortschatz des Samnauner Dialektes wird daher im Wörterbuch der bairischen Mundarten in Österreich erfasst.
Die Anzahl der Bevölkerungsgruppen sind in der folgenden Tabelle von 1980 bis 2000 erfasst:
| Sprachen in Samnaun |                   |                   |                   |                   |                   |                   |
| Sprachgruppe        | Volkszählung 1980 | Volkszählung 1980 | Volkszählung 1990 | Volkszählung 1990 | Volkszählung 2000 | Volkszählung 2000 |
| Sprachgruppe        | Anzahl            | Anteil            | Anzahl            | Anteil            | Anzahl            | Anteil            |
| Deutsch             | 569               | 95,31 %           | 619               | 97,02 %           | 695               | 93,54 %           |
| Rätoromanisch       | 4                 | 0,67 %            | 10                | 1,57 %            | 6                 | 0,81 %            |
| Italienisch         | 1                 | 0,17 %            | 3                 | 0,47 %            | 6                 | 0,81 %            |
| Einwohner           | 597               | 100 %             | 638               | 100 %             | 743               | 100 %             |

In Samnaun sind inzwischen Portugiesen, Serben und Kroaten zugewandert. Ihr Bevölkerungsanteil in Samnaun betrug im Jahre 2000 etwa je 2 %.

### Religionen und Konfessionen
Seit 1530 gab es in Samnaun Anhänger der Reformation. Da sich ihr nur ein Teil der Bürger anschloss, war Samnaun mehrere Jahrhunderte lang eine paritätische Gemeinde (Reformierte und Katholiken im gleichen Ort). In der ersten Hälfte des 19. Jahrhunderts war die reformierte Minderheit durch den Einfluss der Kapuziner und Tirols abgewandert oder katholisch geworden.
Die Bruder-Klaus-Kapelle gehört noch heute jeweils zur Hälfte der römisch-katholischen Pfarrei und der reformierten Kirchgemeinde Tschlin-Strada-Martina. Letztere betreut die Diaspora in Samnaun und hat die Tourismusseelsorge inne.

### Herkunft und Nationalität
Von den 824 Bewohnern Ende 2005 waren 675 (= 81,9 %) Schweizer Staatsangehörige. Ende 2015 waren von 733 Einwohnern 604 (= 82,4 %) Schweizer Staatsangehörige; Ende 2018 von 735 Einwohnern 587 Schweizer Staatsangehörige (79,9 %), Ende 2020 von 742 Einwohnern 602 Schweizer Staatsangehörige (81,1 %).

## Wirtschaft

### Zollausschlussgebiet

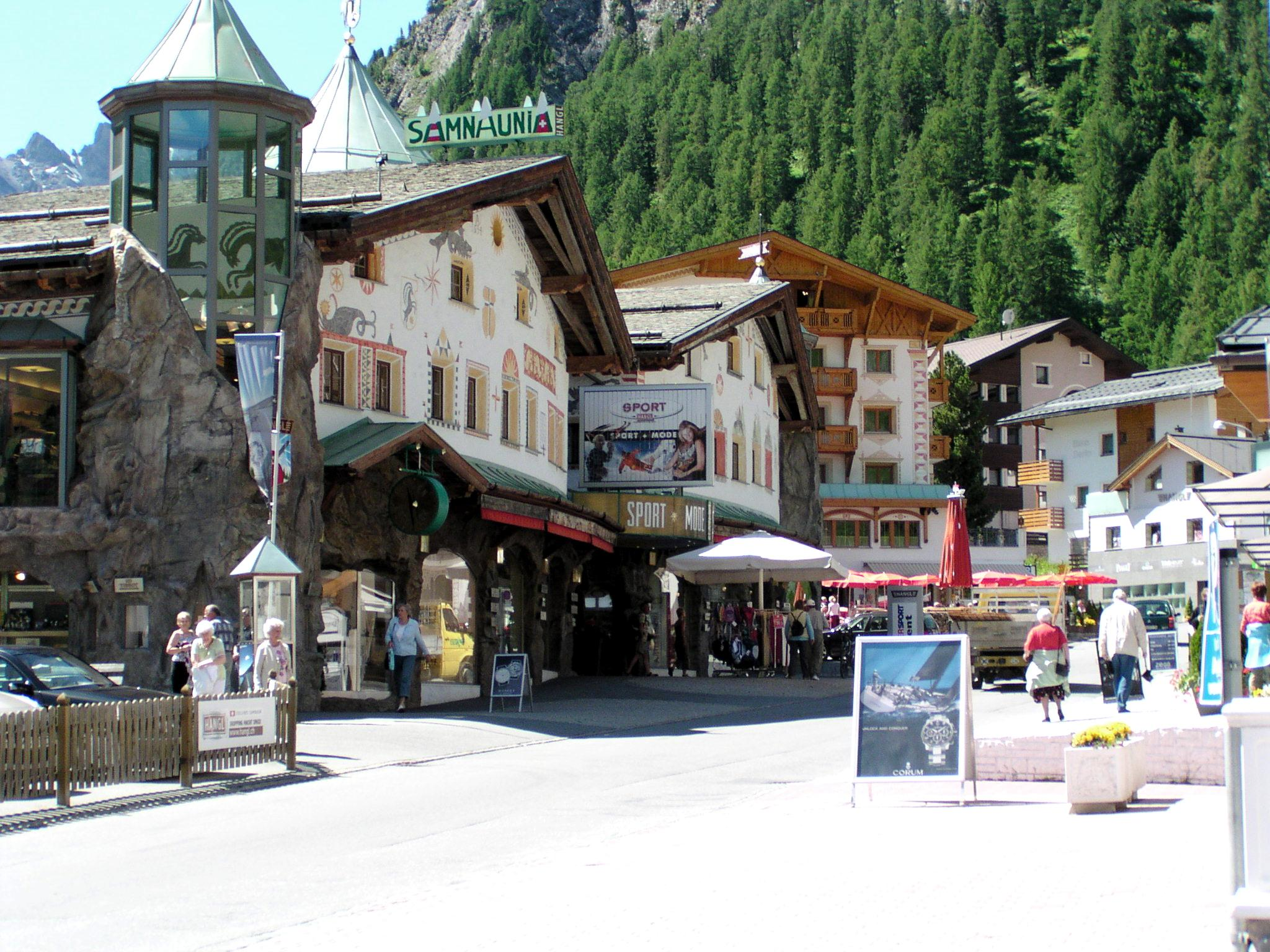
Samnaun

Bedingt durch die geographische Lage führte die einzige Zufahrtsstrasse bis 1912 über österreichischen Boden. Deshalb wurde Samnaun Schweizer Zollausschlussgebiet; am Grenzübergang steht nur der österreichische Zoll. Der abgabenfreie Einkauf in Samnaun lohnt sich vor allem für Benzin, Zigarren, hochwertige Spirituosen, Kosmetik, Schmuck, Butter, Zucker und Parfüm. Das Dorf ist nebst den Winterattraktionen auch deshalb zu einer Touristenattraktion geworden. Touristen aus der Schweiz müssen Waren, welche die Freigrenzen überschreiten, beim Grenzübertritt in Martina deklarieren und verzollen.
Die Lieferanten müssen die Ware bei der Einfuhr nach Samnaun nicht verzollen und können diese entsprechend günstiger an die einheimischen Wiederverkäufer weiterverkaufen. Zwar erhebt die Gemeinde eigene Abgaben, doch liegen diese wesentlich unter den schweizerischen Zollsätzen. Eine Klage gegen diese Abgaben wurde vom schweizerischen Bundesgericht abgewiesen.
Bei der Einführung der schweizerischen Mehrwertsteuer zum 1. Januar 1995 wurde die Abschaffung des Zollfreistatus von Samnaun diskutiert. Aufgrund eines Gutachtens, das die Gemeinde bei der ETH Zürich in Auftrag gegeben hatte und das die negativen Auswirkungen auf die Wirtschaft und die Arbeitsplätze in dieser strukturschwachen Gegend aufzeigte, und weil der Zollfrei-Tourismus dann vermutlich nach Livigno abgewandert wäre, wurde der Zollfreistatus zwar beibehalten, aber die schweizerische Mehrwertsteuer mit einem Normalsatz von derzeit (Stand: 2024) 8,1 % und den ermässigten Sätzen von 3,8 % für Hotels und 2,6 % für Lebensmittel, Bücher usw. auch in Samnaun eingeführt.
Um nicht Millionen von Franken in den Bau neuer Zollanlagen investieren zu müssen, werden die Erträge in Höhe einstelliger Millionenbeträge geschätzt und von der Gemeinde aus den Erträgen aus den Abgaben auf zollfreie Produkte pauschal an die Eidgenössische Steuerverwaltung in Bern abgeführt. Im Gegensatz dazu wird im nicht weit entfernten italienischen Zollfreigebiet Livigno keine Mehrwertsteuer erhoben.

### Tourismus
Samnaun betreibt ein über den Berggrat und die Grenze zusammengeschlossenes Skigebiet – die Silvretta Arena – mit der österreichischen Gemeinde Ischgl im Bundesland Tirol. Dies ist eines der grössten Skigebiete der Ostalpen. Samnaun setzte die erste doppelstöckige Seilbahn ein.

## Bilder

Die Silvretta Arena in Samnaun
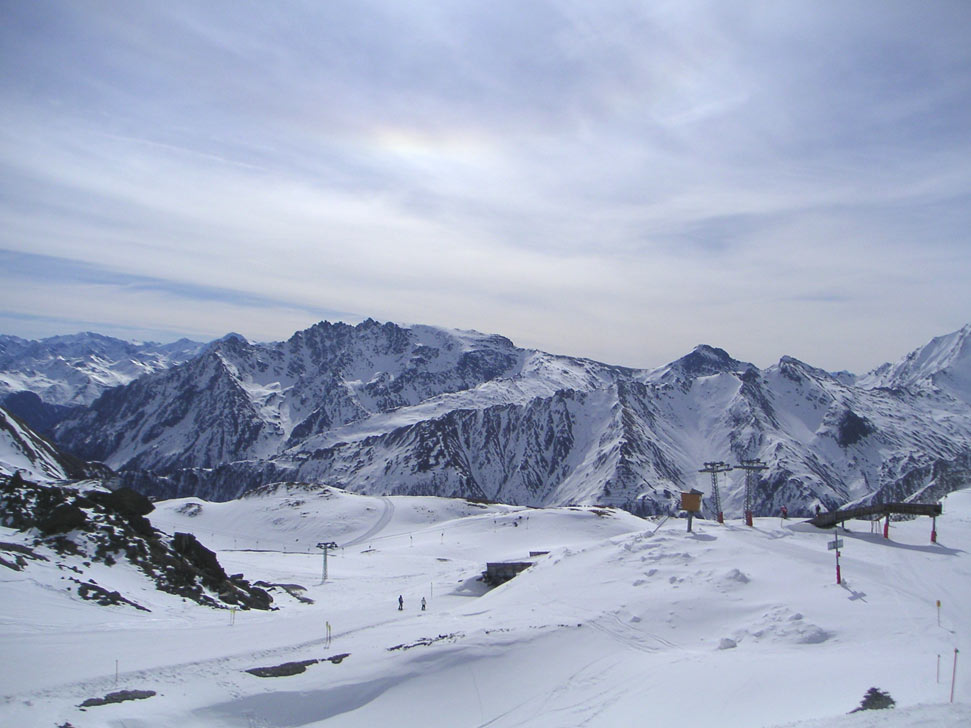
Samnauner Skigebiet
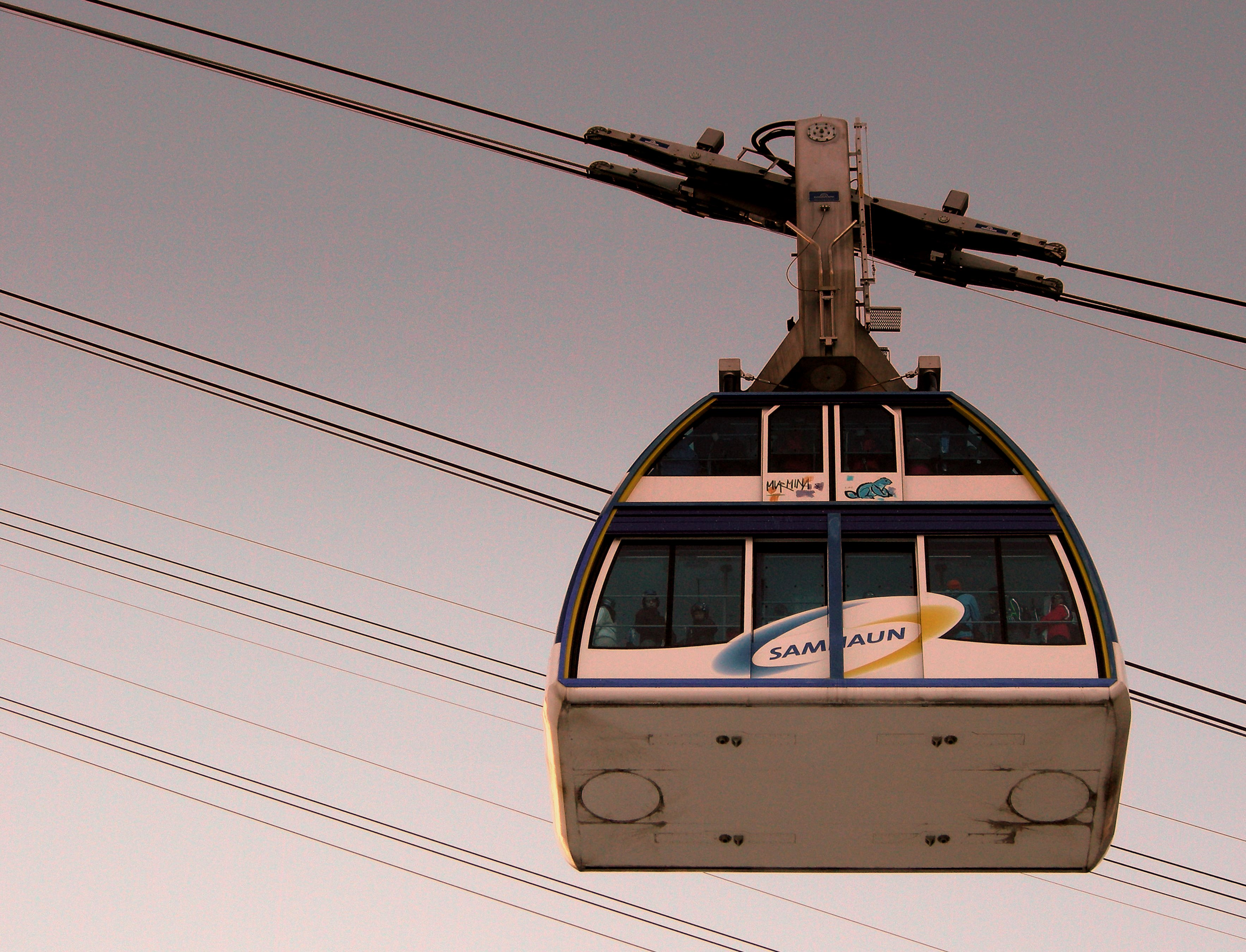
Doppelstöckige Seilbahn
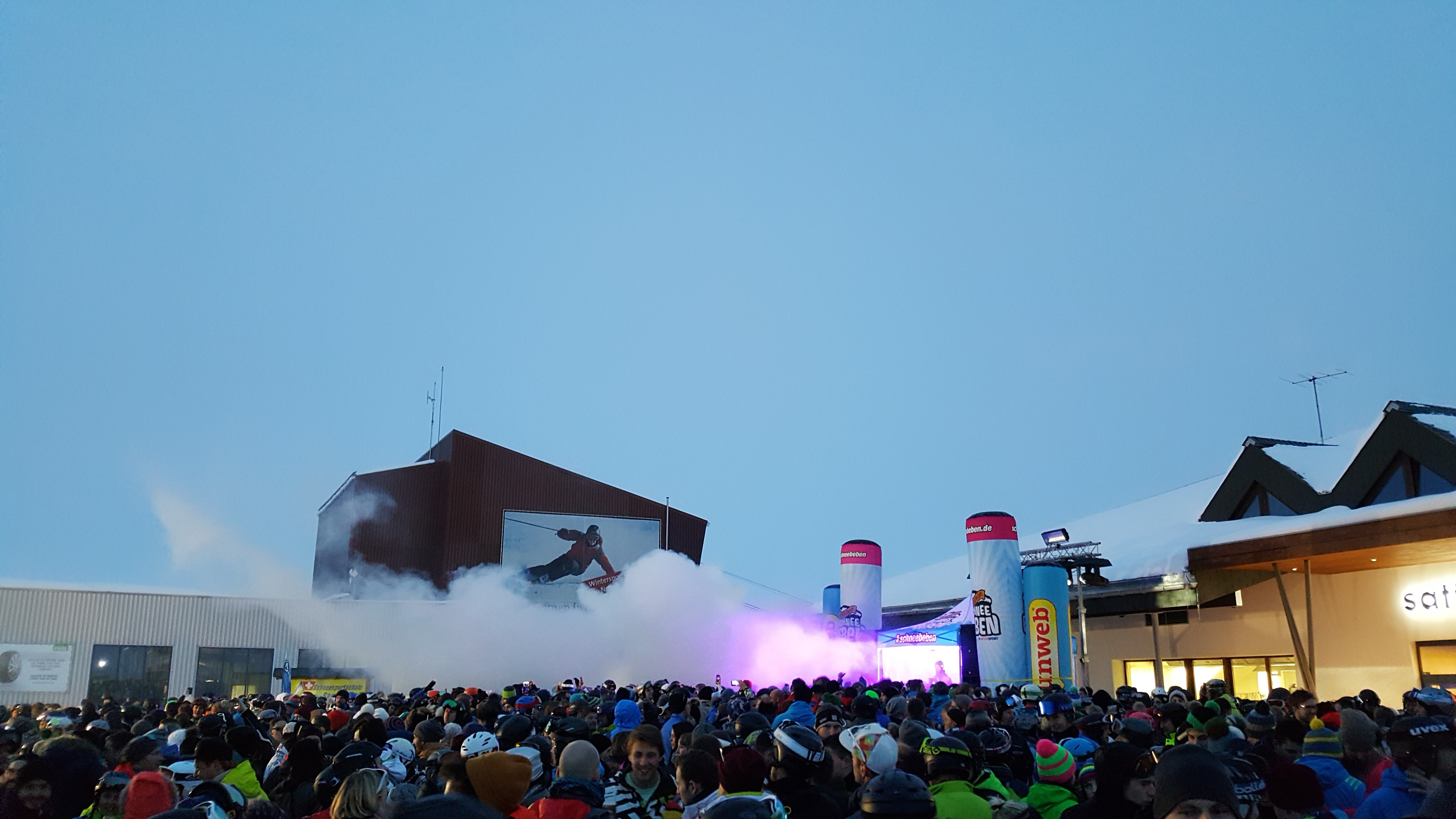
Après-Ski in Samnaun
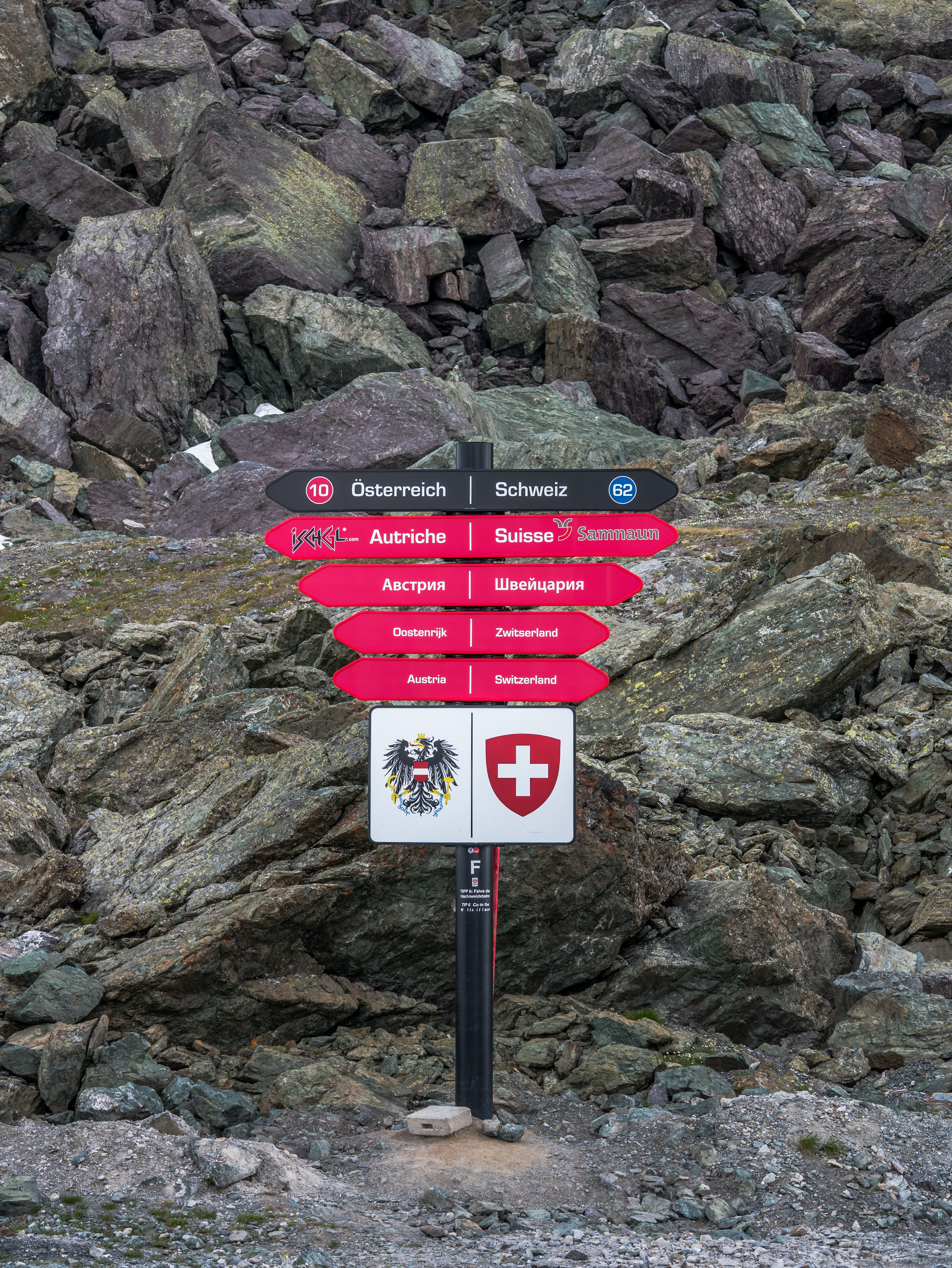
Grenze auf dem Berggrat im Skigebiet

### Verkehr
Bis zum Ausbau der Verbindung ins benachbarte Tiroler Spiss zur fuhrwerktauglichen Strasse, der im Jahr 1830 erfolgte, hatte Samnaun fast ausschliesslich über das benachbarte Val Sampuoir und den Übergang Fuorcla Salèt eine Verbindung mit der Aussenwelt. Spätestens Mitte des 19. Jahrhunderts verlor diese Säumerverbindung jedoch ihre Bedeutung.
Die 1912 ab Vinadi über schweizerischen Boden nach Samnaun führende Samnaunerstrasse ist nur mit Fahrzeugen bis zu einer maximalen Fahrzeugbreite von 2,3 Metern sowie einer maximalen Fahrzeughöhe von 3,0 Metern befahrbar. Die Samnaunerstrasse ist zudem steinschlaggefährdet und nicht wintersicher. Den Hauptzufahrtsweg bildet die besser ausgebaute Strasse auf Tiroler Boden über Spiss.
Vom westlichen Ortsende von Samnaun führt ein Weg hinauf zum Zeblasjoch (2539 m ü. M.), wo die Grenze zu Österreich überschritten wird.
Samnaun ist an das Postauto-Liniennetz angeschlossen. Der SamnaunBus verbindet sämtliche Ortschaften im Tal miteinander.

## Kultur der Talschaft Samnaun
Die Kultur in Samnaun ist geprägt von der Lage im Dreiländereck. Viele Kulturen haben über Jahrhunderte ihre Spuren hinterlassen, die heute noch in verschiedenen Bräuchen oder der Sprache lebendig sind.

### Allgemeines zur Kultur
Die geografische Abgeschiedenheit Samnauns brachte einen Sprachwechsel von Romanisch ins Deutsche mit sich. Die Samnauner sind in sprachlicher Hinsicht die kleinste Minderheit der Schweiz. Der Tiroler Dialekt der Einheimischen gehört sprachwissenschaftlich zum Südbairischen. Flurnamen erinnern heute noch an die romanischen Vorfahren.
Der gebürtige Samnauner Pater Maurus Carnot war Priester, Dichter und Lehrer. Die Pater Maurus Carnot Stiftung sammelt und veröffentlicht seine Werke.

### Sitten und Bräuche
Früher waren in Samnaun eine Reihe von Bräuchen sehr lebendig. Heute beschränken sich die Bräuche vor allem auf zwei Anlässe, die den Kindern vorbehalten sind.
Am Neujahrstag suchen die Kinder nach der Messe alle Häuser auf, indem sie den Erwachsenen den Spruch Miar winscha enck a glickseiligs, guads nuis Jour die Neujahrswünsche entgegenbringen. Die Kinder erhalten als symbolisches Dankeschön ein kleines Geldstück.
Ein anderer Brauch bezieht sich auf den Abend vor dem Nikolaustag. Die Kinder eines jeden Dorfes besuchen – als Kläuse und Schmutzlis gekleidet, mit Kuhglocken ausgerüstet – jede Familie ihres Dorfes. In den Häusern singen sie Lieder und tragen Gedichte vor. Als Dank erhalten sie Geld und Süssigkeiten. Dieser Brauch nennt sich «Clauwau». Der Brauch hat in Samnaun eine neue Dimension erhalten: Zum Start in die Wintersaison finden die Clau Wau Santa Claus World Championship statt.
Weitere Bräuche, die heute nicht mehr praktiziert werden:
Mehr oder weniger in jedem Haushalt wurden früher im Januar/Februar ein oder mehrere Schweine geschlachtet. Bei dieser Gelegenheit wurden die Nachbarn und Verwandten zum Wurst- oder Speckessen eingeladen. Im Laufe des Abends erhielt die Gesellschaft Besuch von maskierten Burschen und Mädchen aus dem Dorf, den sogenannten «Maschgerern». Mit verstellter Stimme trugen die Jungen Darbietungen vor und foppten diesen oder jenen Gast. Anschliessend an ihre «Vorstellung» erhielten sie von den Hausherren eine Kostprobe der Hausmetzgete.
Eine andere Sitte des Samnauntales hing mit der Verlobung zusammen. Diese durfte nach alter Tradition nur am Stephanstag gefeiert werden. Waren sich Braut und Bräutigam einig, so galt für sie die Regel, dass ihr Versprechen geheim gehalten werden musste, bis der Zeitpunkt für die öffentliche Verkündigung gekommen war. Eine Woche vor Weihnachten bestellte die Braut bei einer verlässlichen Verwandten oder beim Bäcker ein grosses Birnbrot, das am Abend vor dem Fest in aller Heimlichkeit in ihr Haus getragen wurde. Am Morgen des Stephanstages erschien der Bräutigam in Gesellschaft mehrerer Männer aus seiner Familie mit einigen Flaschen Wein im Hause der Angebeteten. Hier vollzog sich der feierliche Akt der Verlobung. Der Braut stand das Recht zu, das Messer in das Brot zu stechen, während der Bräutigam dasselbe in Schnitten aufteilte und jedem Anwesenden eine davon zusammen mit einem Glas Wein anbot. Dieser Brauch ging als sogenanntes «Birnbrotschneiden» in die Geschichte von Samnaun ein.

## Sehenswürdigkeiten
- Katholische Pfarrkirche Jakobus der Ältere[17]
- Kapelle Maria Hilf[18]

## Persönlichkeiten
- Célina Hangl (* 1989), Skirennfahrerin
- Marco Hangl (* 1967), Skirennfahrer
- Martin Hangl (* 1962), Skirennfahrer
- Thomas Tumler (* 1989), Skirennfahrer

## Varia
Im 19. Jahrhundert trat infolge eines Gendefekts das Phänomen der Samnauner Zwerge auf.